# Polnische Meisterschaften im Biathlon 2011
Die 44. Polnischen Meisterschaften im Biathlon fanden vom 21. bis 25. März 2011 in Jakuszyce statt. Es waren die ersten Meisterschaften nach 2009, da die Titelkämpfe 2010 ausgefallen waren. Krzysztof Pływaczyk gewann bei den Männern drei Rennen, das Vierte der polnische Rekordmeister Tomasz Sikora. Bei den Frauen gewann Agnieszka Cyl zwei Titel, den Massenstart gewann Monika Hojnisz und damit ihren ersten polnischen Titel.

## Männer

### Sprint – 10 km
| Platz | Starter             | Verein             | Zeit     | Schießfehler |
| ----- | ------------------- | ------------------ | -------- | ------------ |
| 1     | Tomasz Sikora       | AZS AWF Katowice   | 25:10,8  | 0            |
| 2     | Łukasz Szczurek     | BKS WP Kościelisko | + 32,1   | 0            |
| 3     | Krzysztof Pływaczyk | BKS WP Kościelisko | + 46,6   | 1            |
| 4     |                     |                    |          |              |
| 5     |                     |                    |          |              |
| 6     | Adam Kwak           | BKS WP Kościelisko | + 1.18,8 | 3            |

Datum: 21. März 2011

### Verfolgung – 12,5 km
| Platz | Starter             | Verein             | Zeit     | Schießfehler |
| ----- | ------------------- | ------------------ | -------- | ------------ |
| 1     | Krzysztof Pływaczyk | BKS WP Kościelisko | 35:15,2  | 3            |
| 2     | Adam Kwak           | BKS WP Kościelisko | + 25,5   | 5            |
| 3     | Łukasz Szczurek     | BKS WP Kościelisko | + 1:41,1 | 7            |
| 4     |                     |                    |          |              |
| 5     |                     |                    |          |              |
| 6     |                     |                    |          |              |

Datum: 22. März 2011

### Massenstart – 15 km
| Platz | Starter             | Verein             | Zeit     | Schießfehler |
| ----- | ------------------- | ------------------ | -------- | ------------ |
| 1     | Krzysztof Pływaczyk | BKS WP Kościelisko | 55:30,5  | 3            |
| 2     | Adam Kwak           | BKS WP Kościelisko | + 2:07,6 | 6            |
| 3     | Łukasz Szczurek     | AZS AWF Katowice   | + 3:10,8 | 8            |
| 4     |                     |                    |          |              |
| 5     |                     |                    |          |              |
| 6     | Grzegorz Jakubowicz | BKS WP Kościelisko | + 4.47,7 | 8            |

Datum: 24. März 2011

### Staffel 4 × 7,5 km
| Platz | Starter                     | Verein                                                            | Zeit      |
| ----- | --------------------------- | ----------------------------------------------------------------- | --------- |
| 1     | BKS WP Kościelisko I        | Adam Kwak Mirosław Kobus Łukasz Szczurek Krzysztof Pływaczyk      | 1:30.39,5 |
| 2     | AZS AWF Katowice I          | Maciej Nędza-Kubiniec Grzegorz Bril Tomasz Sikora Rafał Lepel     | + 00.33,8 |
| 3     | AZS AWF Wrocław I           | Mateusz Steć Sebastian Witek Piotr Kotas Łukasz Witek             | + 03.44,0 |
| 4     | AZS AWF Katowice II         | Marcin Skowron Mateusz Jabłonka Mateusz Wieczorek Patryk Czakon   | + 09.19,4 |
| 5     | AZS AWF Wrocław II          | Łukasz Słonina Szymon Turkowicz Przemysław Sobies Dawid Steć      | + 11.44,5 |
| 6     | MKS Karkonosze Jelenia Góra | Paweł Lech Darek Krajewski Mateusz Zawół Andrzej Witek            | + 15.45,5 |
| 7     | BKS WP Kościelisko II       | Grzegorz Jakubowicz Bartłomiej Styrczula Jakub Topór Mateusz Leja | + 17.14,4 |

Datum: 25. März 2011

## Frauen

### Sprint – 7,5 km
| Platz | Starter        | Verein               | Zeit     | Schießfehler |
| ----- | -------------- | -------------------- | -------- | ------------ |
| 1     | Agnieszka Cyl  | SMS Szklarska Poręba | 21:26,2  | 1            |
| 2     | Monika Hojnisz | UKS Lider Katowice   | + 45,2   | 1            |
| 3     | Karolina Pitoń | AZS AWF Katowice     | + 54,6   | 0            |
| 4     |                |                      |          |              |
| 5     | Katarzyna Leja | BKS WP Kościelisko   | + 1.45,5 | 0            |
| 6     |                |                      |          |              |

Datum: 21. März 2011

### Verfolgung – 10 km
| Platz | Starter        | Verein               | Zeit     | Schießfehler |
| ----- | -------------- | -------------------- | -------- | ------------ |
| 1     | Agnieszka Cyl  | SMS Szklarska Poręba | 36:15,3  | 6            |
| 2     | Paulina Bobak  | AZS AWF Katowice     | + 1:12,7 | 2            |
| 3     | Monika Hojnisz | UKS Lider Katowice   | + 1:40,4 | 4            |
| 4     |                |                      |          |              |
| 5     | Katarzyna Leja | BKS WP Kościelisko   | + 3.27,3 | 2            |
| 6     |                |                      |          |              |

Datum: 22. März 2011

### Massenstart – 12,5 km
| Platz | Starter           | Verein             | Zeit     | Schießfehler |
| ----- | ----------------- | ------------------ | -------- | ------------ |
| 1     | Monika Hojnisz    | UKS Lider Katowice | 51:27,9  | 3            |
| 2     | Magdalena Gwizdoń | BLKS Żywiec        | + 32,0   | 5            |
| 3     | Beata Szymańczak  | AZS AWF Katowice   | + 1:36,3 | 9            |
| 4     | Anna Mąka         | BKS WP Kościelisko | + 1.48,8 | 4            |
| 5     |                   |                    |          |              |
| 6     |                   |                    |          |              |

Datum: 22. März 2011

### Staffel 4 × 6 km
| Platz | Starter                        | Verein                                                             | Zeit      |
| ----- | ------------------------------ | ------------------------------------------------------------------ | --------- |
| 1     | AZS AWF Katowice I             | Karolina Pitoń Beata Szymańczak Krystyna Pałka Paulina Bobak       | 1:26.38,9 |
| 2     | MKS Karkonosze Jelenia Góra II | Kamila Buchla Magdalena Nykiel Ewa Buchla Agnieszka Cyl            | + 05.57,1 |
| 3     | BKS WP Kościelisko I           | Anna Mąka Katarzyna Leja Karolina Batożyńska Kinga Mitoraj         | + 06.45,8 |
| 4     | BKS WP Kościelisko II          | Beata Lassak Iwona Iwaniec Katarzyna Iwaniec Magda Pitoń           | + 18.44,4 |
| 4     | MKS Karkonosze Jelenia Góra I  | Paulina Lechowska Marcelina Stadnik Aneta Południak Jadwigia Wijas | + 28.47,7 |

Datum: 25. März 2011